# 雷茨林根
雷茨林根是德国下萨克森州的一个市镇。总面积8.49平方公里，总人口499人，其中男性240人，女性259人（2011年12月31日），人口密度59人/平方公里。